# 南竿～北竿25kV電纜
南竿─北竿25kV電纜為連結中華民國連江縣南竿鄉與北竿鄉之間的電力傳輸用海底電纜，為台灣電力公司所興建的第八條電力傳輸海底電纜，該電纜的完成，使原先各為獨立電網的南北竿兩島合併為單一電網，也讓原供應北竿島全島用電的北竿軍魂發電廠轉為停機備役。

## 沿革

### 背景

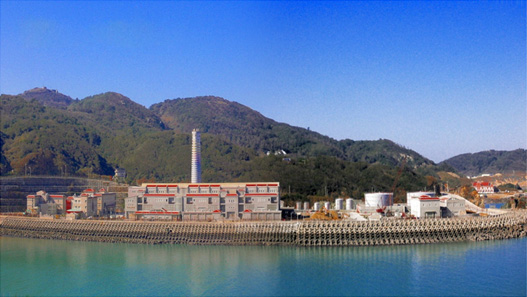
協和發電廠珠山分廠

連江縣南北竿地區原由中華民國國防部分別籌建南竿鄉志清發電廠與北竿鄉軍魂發電廠，個別供應島上用電，1975年經濟部參照金門電力公司模式，將南北竿、東引、東西莒等島的發電廠統合成立馬祖電力公司，並借調兩位台電工程師擔任馬祖電力公司總經理與總工程師。
1997年台灣電力公司接收馬祖電力公司業務，成立馬祖區營業處持續原馬祖電力公司各發電廠營運維護事宜。台灣電力公司因應馬祖地區戰地政務解除，及兩岸小三通即將開放的發展情勢，因此展開馬祖珠山發電廠新建計畫，2003年9月珠山發電廠動工興建，2009年竣工，隔年3月正式商轉，裝設四部單機容量3,500kW的重油發電機組，總裝置容量15.4MW，總體投資金額經歷多次追加預算後高達新臺幣51.79億元。珠山發電廠完工後足可應付南北竿兩島用電。

### 興建
珠山發電廠興建之際，台電公司也開始規劃由珠山發電廠所在的南竿島建立連結北竿島的海底電纜計畫，該計畫將可替代北竿唯一的軍魂發電廠，並讓軍魂發電廠轉入備役，以當海底電纜因事故中斷時的備援電力。
台電公司於2008年啟動南北竿的「南電北送」海底電纜興建計畫，並由馬祖區營業處派員在南北竿兩地均辦理說明會向居民介紹海纜工程。2008年12月19日由華榮電線電纜有限公司得標興建，總投資金額為新臺幣2億2千5百萬元，預計採用25kV單線四芯＃1AWG交連PE海底電纜，2009年6月開始海底電纜佈放作業，由承包商雇用多艘佈纜船沿南北竿海域施工，北竿登陸點為尼姑山海灘，南竿登陸點為復興澳口一二據點，海纜部分總長3,900公尺，陸纜部分長750公尺，全線總長4,650公尺。
承包商投入作業的船隻包含，合隆108號佈纜船、穩晉1號拖船、穩晉3號拖船、穩晉6號拖船兼錨船、穩晉15號抓斗式挖泥船，以及穩晉39號鏟斗式挖泥船等。
2009年6月20日下午四時自北竿牽引的海底電纜於南竿復興一二據點順利登陸，計該牽引作業共耗時兩週完成。

### 完工
2009年10月底南竿─北竿25kV電纜竣工，配合珠山發電廠於2010年3月商轉，北竿軍魂發電廠也轉為停機備役狀態，由南北竿海底電纜常態性供電至北竿島，南北竿島電網自此合併為單一電網，該海底電纜的完成，也是台灣電力公司完成的第八條電力傳輸用海底電纜。
2017年5月15日因南竿島上的道路開挖工程，挖斷南北竿海底電纜陸路段，造成北竿島全島停電，停電計約2小時，受影響用戶有951戶，經台電公司馬祖區營業處調查為連江縣議會附近道路施工不慎挖斷造成，緊急搶修後，改由備用線路轉供，於當日上午10時26分恢復北竿送電。

## 技術諸元
- 電纜類型：單線四芯＃1AWG XLPE 電纜，三相共計四條電纜[2][1]。
- 輸電容量：
- 電壓等級：25千伏。